# Vaux-sur-Vienne

Vaux-sur-Vienne este o comună în departamentul Vienne, Franța. În 2009 avea o populație de 593 de locuitori.